# 放送衛星システム
株式会社放送衛星システム（ほうそうえいせいシステム、英: Broadcasting Satellite System Corporation、通称：B-SAT）は、放送衛星の運用管理と衛星基幹放送局の提供業務を行う基幹放送局提供事業者（旧受託放送事業者）である。日本放送協会（NHK）と在京民放テレビ各社の出資によって設立された。
BS放送の受託放送役務は、2000年12月1日よりデジタル放送のみで行っていたが、2007年11月1日よりアナログ放送についても開始。これによりNHKとWOWOWは、保有していたBS（アナログ）テレビジョン放送局の無線局免許状が前日限りで廃止となり、それぞれ委託放送事業者（後に衛星基幹放送事業者）へ移行した。2011年6月30日、改正放送法の施行により、受託放送事業者は基幹放送局提供事業者とみなされ、「放送局」の保有は継続するが「放送事業者」ではなくなった。

## 概要

### 衛星一覧
同社唯一の衛星シリーズである日本国内向け放送衛星（BS）のBSATは、これまで10機が打ち上げられ（うち1機失敗）いずれも静止軌道位置は東経110度赤道付近上空。東経110度CSデジタル放送（スカパー!）を行うスカパーJSATの通信衛星JCSAT-110Aも直近にある。
BSATシリーズ共通の特徴として、実験放送衛星ゆりシリーズでは毎年春と秋の各1ヵ月半ずつ程度存在した、太陽光が月・地球に阻まれて太陽電池に届かず、太陽光発電できない食の時期における二次電池蓄電量温存のための放送休止（主に深夜）が解消され、完全24時間放送に対応している点が挙げられる。
| 衛星名称 （B-SAT呼称）          | 衛星バス                      | 打上日 (UTC)   | 運用終了日 (UTC) | 打上機    |
| ------------------------------- | ----------------------------- | -------------- | ---------------- | --------- |
| BSAT-1a                         | ヒューズ HS-376               | 1997年4月17日  | 2010年8月13日    | アリアン4 |
| BSAT-1b                         | HS-376                        | 1998年4月28日  | 2011年8月30日    | アリアン4 |
| BSAT-2a                         | オービタル・サイエンシズ STAR | 2001年3月9日   | 2013年1月29日    | アリアン5 |
| BSAT-2b                         | STAR                          | 2001年7月12日  | （軌道投入失敗） | アリアン5 |
| BSAT-2c                         | STAR                          | 2003年6月12日  | 2013年8月1日     | アリアン5 |
| BSAT-3a                         | ロッキード・マーティン A2100A | 2007年8月14日  | 運用中           | アリアン5 |
| BSAT-3b                         | A2100A                        | 2010年10月28日 | 運用中           | アリアン5 |
| BSAT-3c/ JCSAT-110R （BSAT-3c） | A2100A                        | 2011年8月6日   | 運用中           | アリアン5 |
| BSAT-4a                         | SS/L SSL1300                  | 2017年9月29日  | 運用中           | アリアン5 |
| BSAT-4b                         | SSL1300                       | 2020年8月16日  | 運用中           | アリアン5 |

- BSAT-1a,1bはNHK及びWOWOWを含む3社による区分保有機であったが、2008年8月より全体を放送衛星システムが保有することになった。またBSAT-3cはスカパーJSATとの区分保有機となっている。当初から全体を保有している衛星を含め、いずれも放送衛星システムが管制業務を担当。
- BSAT-1,2系の機体は4波、BSAT-3a,3bは8波、BSAT-3cは12波すべてのBS右旋円放送を同時送信できる設計となっている。
- BSAT-1系はアナログ放送世代の機体だが、BSAT-1bのみBSデジタル放送にも対応しており、2000年のデジタル本放送もBSAT-1bによって開始となった。またデジタル放送世代のBSAT-2系以降のうち、2a及び3aにはアナログ放送に対応する機能を搭載し、BSAT-1a設計寿命期の2007年よりBSAT-2a設計寿命期である2011年までのBSアナログ放送の継続を担保するものとした。
- BSAT-4aはBS右旋円12波に加え、BS左旋円12波の同時送信に対応なほか、Ka帯2波の送信も可能とし4K 8K衛星放送の開始並びにKa帯放送の実用化実験に用いられる。

このほか、NHKとWOWOWが区分保有する放送補完衛星BS-3N（2007年軌道外投棄）の管制業務を受託していた。

### 基幹放送局免許
衛星基幹放送局の免許は国内衛星基幹放送用に計5局（15波）が、関東総合通信局より以下のとおり免許されている。いずれも、現行免許の期間は2023年11月1日から2028年10月31日（JST）まで。
| 現用衛星                                                                                      | 予備衛星        | コールサイン            | 放送形態             | 物理チャンネル     | 空中線電力 | ERP   |
| --------------------------------------------------------------------------------------------- | --------------- | ----------------------- | -------------------- | ------------------ | ---------- | ----- |
| BSAT-3b                                                                                       | BSAT-3a BSAT-3c | JO31-BS-HDTV JO31-BS-TV | デジタル （ISDB-S）  | BS-1,3,13,15       | 120W       | 1MW   |
| BSAT-3c                                                                                       | BSAT-3a BSAT-3b | JO32-BS-HDTV JO32-BS-TV | デジタル （ISDB-S）  | BS-5,9,11,19,21,23 | 120W       | 1MW   |
| BSAT-4a                                                                                       | BSAT-4b         | JO35-BS-UHTV            | デジタル （ISDB-S3） | BS-7,17 BS-8,12,14 | 120W       | 850kW |
| BSAT-4a                                                                                       | BSAT-4b         | JO35-BS-UHTV            | デジタル （ISDB-S3） | BS-7,17（予備）    | 90W        | 750kW |
| UHTV - 超高精細度テレビジョン放送、HDTV - 高精細度テレビジョン放送、TV - 標準テレビジョン放送 |                 |                         |                      |                    |            |       |

### 管制所
静止衛星の動作を監視・制御するための通信を行う事業所。
- 川口放送衛星管制センター（埼玉県川口市：SKIPシティ内）
- 君津放送衛星管制所（千葉県君津市）

### 地球局

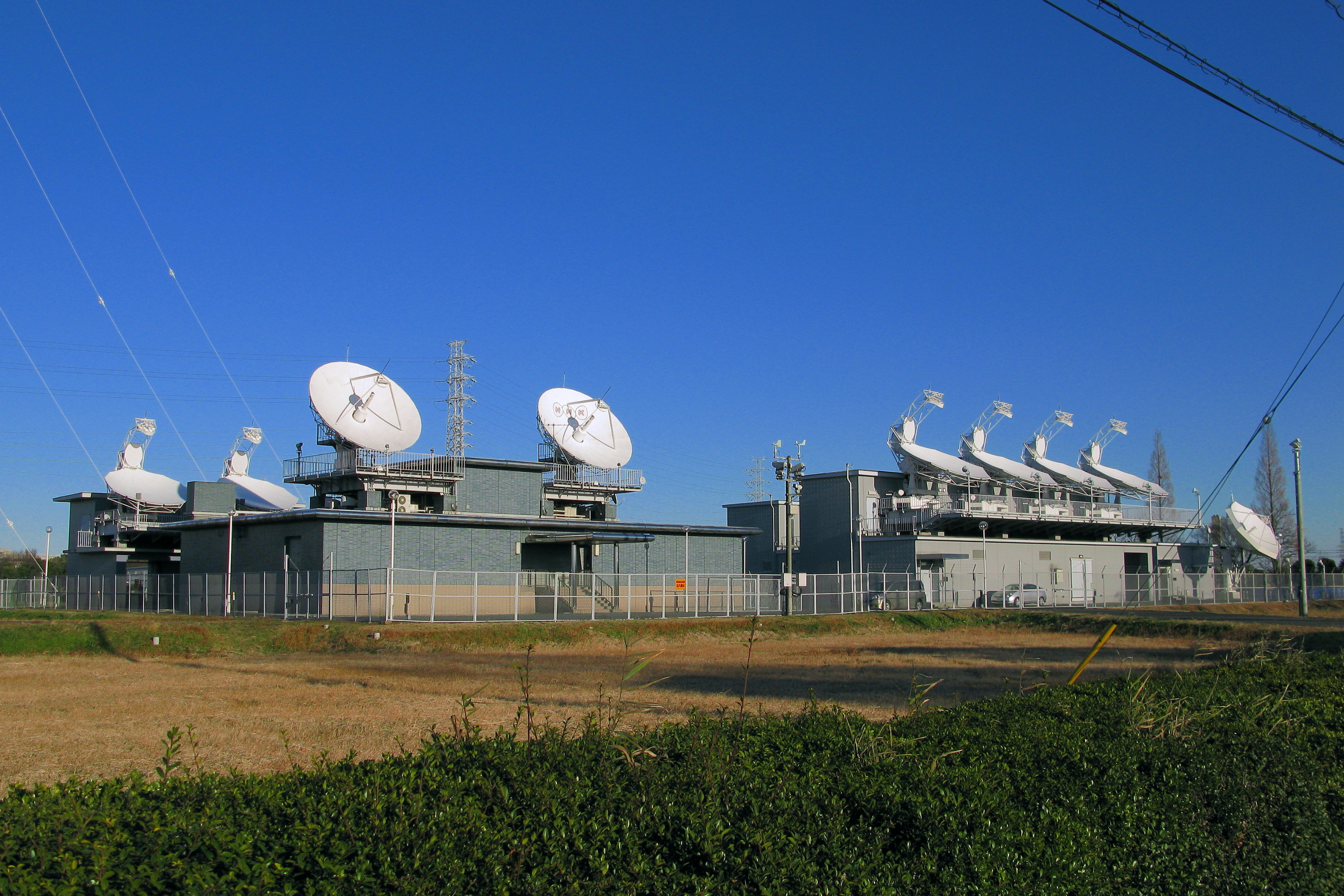
菖蒲アップリンク地球局

放送番組を地上から衛星へ送信（アップリンク）する事業所。
- 渋谷アップリンク地球局（主局）（東京都渋谷区：NHK放送センター内）
- 菖蒲アップリンク地球局（副局）（埼玉県久喜市：NHK菖蒲久喜ラジオ放送所内）
- 君津アップリンク地球局（緊急局）（千葉県君津市：B-SAT衛星管制所内）[3]

### SIセンター
MPEG-2システムの「全局SI」をクライアントであるBS放送事業者に配信している。
全局SIとは一旦BS放送事業者に設置された「SIクライアント」から送られた各局のSI（Service Information）をB-SAT社内に設置されている「SIセンター」で集約したもので、B-SATのSIセンターで生成されたそれを再びクライアントに返送し、BS放送事業者がそれと自局の番組と多重化してB-SATに送信してアップリンク、というシステムを採用した。
このシステムによって、他局の視聴中にも電子番組ガイド（EPG）が更新される等、BSデジタル放送開始当初はメリットが存在したが、その後はBS放送事業者の増加に伴い、各局ごとに配信出来るSIの容量が減少する事になり、また一度B-SATのSIセンターを経由する事から急な編成変更（特に災害等の緊急時）の追従も難しくなる事態に陥っている。しまいには受信機の待機中や、受信機側で複数チューナーを搭載することで視聴中でも裏チューナーで他局のEPGを更新出来ることから全局SIのメリットが事実上消滅してしまったため、新4K8K衛星放送では全局SIの生成・配信は取り止めて地上デジタル放送と同じ各局SIに移行している。